# Élections législatives de 1936 dans l'Ain
Les élections législatives françaises de 1936 ont lieu les 26 avril et 3 mai.

## Élus
|   | Circonscription        | Député sortant         |  | Parti | Député élu      |  | Parti   |
| - | ---------------------- | ---------------------- |  | ----- | --------------- |  | ------- |
| 1 | Belley                 | Émile Bravet           |  | USR   | Aimé Quinson    |  | SFIO    |
| 2 | 1re de Bourg-en-Bresse | Michel Tony-Révillon   |  | PRRRS | Alphonse Dupont |  | AD      |
| 3 | 2e de Bourg-en-Bresse  | Prosper Blanc          |  | AD    | Prosper Blanc   |  | AD      |
| 4 | Nantua-Gex             | Camille Mermod         |  | FR    | René Nicod      |  | PC-SFIC |
| 5 | Trévoux                | Georges André-Fribourg |  | PRRRS | Antoine Gallet  |  | RI      |

## Résultats à l'échelle du département
| Partis         | Partis                                           | Premier tour | Premier tour | Deuxième tour | Deuxième tour | Sièges |
| Partis         | Partis                                           | Voix         | %            | Voix          | %             | Sièges |
| -------------- | ------------------------------------------------ | ------------ | ------------ | ------------- | ------------- | ------ |
|                | Alliance démocratique                            | 13 092       | 16,78        | 13 784        | 17,12         | 2      |
|                | Section française de l'Internationale ouvrière   | 12 054       | 15,45        | 17 254        | 21,43         | 1      |
|                | Parti républicain, radical et radical-socialiste | 11 686       | 14,98        | 10 654        | 13,23         | 0      |
|                | Parti communiste-SFIC                            | 11 597       | 14,87        | 9 009         | 11,19         | 1      |
|                | Fédération républicaine                          | 11 269       | 14,45        | 14 643        | 18,19         | 0      |
|                | Union socialiste républicaine                    | 10 810       | 13,86        | 7 167         | 8,90          | 0      |
|                | Radicaux indépendants                            | 6 875        | 8,81         | 8 008         | 9,95          | 1      |
|                | Parti agraire et paysan français                 | 625          | 0,80         |               |               | 0      |
|                |                                                  |              |              |               |               |        |
| Inscrits       | Inscrits                                         | 96 066       | 100,00       | 96 051        | 100,00        | 5      |
| Votants        | Votants                                          | 79 093       | 82,33        | 81 348        | 84,69         |        |
| Abstentions    | Abstentions                                      | 16 973       | 17,67        | 14 703        | 15,31         |        |
| Blancs et nuls | Blancs et nuls                                   | 1 085        | 1,37         | 829           | 1,02          |        |
| Exprimés       | Exprimés                                         | 78 008       | 98,63        | 80 519        | 98,98         |        |

## Résultats par arrondissement

### Arrondissement de Belley
| Candidat       | Candidat        | Parti          | Premier tour | Premier tour | Deuxième tour | Deuxième tour |
| Candidat       | Candidat        | Parti          | Voix         | %            | Voix          | %             |
| -------------- | --------------- | -------------- | ------------ | ------------ | ------------- | ------------- |
|                | Marc de Seyssel | FR             | 5 657        | 33,85        | 7 137         | 41,44         |
|                | Aimé Quinson    | SFIO           | 4 493        | 26,88        | 10 086        | 58,56         |
|                | Émile Bravet    | USR            | 3 721        | 22,27        |               |               |
|                | Falnot          | PC-SFIC        | 1 565        | 9,36         |               |               |
|                | Milliet         | PRRRS          | 1 276        | 7,64         |               |               |
|                |                 |                |              |              |               |               |
| Inscrits       | Inscrits        | Inscrits       | 20 687       | 100,00       | 20 693        | 100,00        |
| Votants        | Votants         | Votants        | 16 885       | 81,62        | 17 384        | 84,01         |
| Abstention     | Abstention      | Abstention     | 3 802        | 18,38        | 3 309         | 15,99         |
| Blancs et nuls | Blancs et nuls  | Blancs et nuls | 173          | 1,02         | 161           | 0,93          |
| Exprimés       | Exprimés        | Exprimés       | 16 712       | 98,98        | 17 223        | 99,07         |

### Arrondissement de Bourg-en-Bresse

#### 1recirconscription
| Candidat       | Candidat         | Parti          | Premier tour | Premier tour | Deuxième tour | Deuxième tour |
| Candidat       | Candidat         | Parti          | Voix         | %            | Voix          | %             |
| -------------- | ---------------- | -------------- | ------------ | ------------ | ------------- | ------------- |
|                | Alphonse Dupont  | AD             | 7 068        | 48,48        | 7 890         | 52,40         |
|                | Joseph Chatagner | SFIO           | 4 021        | 27,58        | 7 168         | 47,60         |
|                | Bonnet           | PRRRS          | 2 781        | 19,08        |               |               |
|                | Laudet           | PC-SFIC        | 709          | 4,86         |               |               |
|                |                  |                |              |              |               |               |
| Inscrits       | Inscrits         | Inscrits       | 17 545       | 100,00       | 17 542        | 100,00        |
| Votants        | Votants          | Votants        | 14 751       | 84,08        | 15 167        | 86,46         |
| Abstention     | Abstention       | Abstention     | 2 794        | 15,92        | 2 375         | 13,54         |
| Blancs et nuls | Blancs et nuls   | Blancs et nuls | 172          | 1,17         | 109           | 0,72          |
| Exprimés       | Exprimés         | Exprimés       | 14 579       | 98,83        | 15 058        | 99,28         |

#### 2ecirconscription
| Candidat       | Candidat            | Parti          | Premier tour | Premier tour | Deuxième tour | Deuxième tour |
| Candidat       | Candidat            | Parti          | Voix         | %            | Voix          | %             |
| -------------- | ------------------- | -------------- | ------------ | ------------ | ------------- | ------------- |
|                | Prosper Blanc       | AD             | 5 148        | 41,46        | 5 894         | 46,64         |
|                | Charles-Jean Chanel | USR            | 2 133        | 17,18        | 2 332         | 18,45         |
|                | Maitrepierre        | PRRRS          | 2 086        | 16,80        | 4 411         | 34,91         |
|                | Barbe               | SFIO           | 1 283        | 10,33        |               |               |
|                | Dulac               | PC-SFIC        | 1 143        | 9,20         |               |               |
|                | Vernoux             | PAPF           | 625          | 5,03         |               |               |
|                |                     |                |              |              |               |               |
| Inscrits       | Inscrits            | Inscrits       | 14 999       | 100,00       | 15 005        | 100,00        |
| Votants        | Votants             | Votants        | 12 572       | 83,82        | 12 746        | 84,95         |
| Abstention     | Abstention          | Abstention     | 2 427        | 16,18        | 2 259         | 15,05         |
| Blancs et nuls | Blancs et nuls      | Blancs et nuls | 154          | 1,22         | 109           | 0,86          |
| Exprimés       | Exprimés            | Exprimés       | 12 418       | 98,78        | 12 637        | 99,14         |

### Arrondissement de Nantua-Gex
| Candidat       | Candidat       | Parti          | Premier tour | Premier tour | Deuxième tour | Deuxième tour |
| Candidat       | Candidat       | Parti          | Voix         | %            | Voix          | %             |
| -------------- | -------------- | -------------- | ------------ | ------------ | ------------- | ------------- |
|                | Camille Mermod | FR             | 5 612        | 35,89        | 7 506         | 45,45         |
|                | René Nicod     | PC-SFIC        | 5 144        | 32,90        | 9 009         | 54,55         |
|                | Pinard         | SFIO           | 2 257        | 14,43        |               |               |
|                | Litaise        | PRRRS          | 1 750        | 11,19        |               |               |
|                | Valayer        | Rad. ind.      | 874          | 5,59         |               |               |
|                |                |                |              |              |               |               |
| Inscrits       | Inscrits       | Inscrits       | 19 969       | 100,00       | 19 966        | 100,00        |
| Votants        | Votants        | Votants        | 15 884       | 79,54        | 16 826        | 84,27         |
| Abstention     | Abstention     | Abstention     | 4 084        | 20,45        | 3 140         | 15,73         |
| Blancs et nuls | Blancs et nuls | Blancs et nuls | 247          | 1,56         | 311           | 1,84          |
| Exprimés       | Exprimés       | Exprimés       | 15 637       | 98,44        | 16 515        | 98,16         |

### Arrondissement de Trévoux
| Candidat       | Candidat       | Parti          | Premier tour | Premier tour | Deuxième tour | Deuxième tour |
| Candidat       | Candidat       | Parti          | Voix         | %            | Voix          | %             |
| -------------- | -------------- | -------------- | ------------ | ------------ | ------------- | ------------- |
|                | Antoine Gallet | Rad. ind.      | 6 001        | 32,16        | 8 008         | 41,96         |
|                | Fabre-Luce     | USR            | 4 956        | 26,56        | 4 835         | 25,33         |
|                | Héraut         | PRRRS          | 3 793        | 20,32        | 6 243         | 32,71         |
|                | Dutriévoz      | PC-SFIC        | 3 036        | 16,27        |               |               |
|                | Imbert         | AD             | 876          | 4,69         |               |               |
|                |                |                |              |              |               |               |
| Inscrits       | Inscrits       | Inscrits       | 22 866       | 100,00       | 22 845        | 100,00        |
| Votants        | Votants        | Votants        | 19 001       | 83,10        | 19 225        | 84,15         |
| Abstention     | Abstention     | Abstention     | 3 865        | 16,90        | 3 620         | 15,85         |
| Blancs et nuls | Blancs et nuls | Blancs et nuls | 339          | 1,78         | 139           | 0,72          |
| Exprimés       | Exprimés       | Exprimés       | 18 662       | 98,22        | 19 086        | 99,28         |